# Мардом
Мардом (перс. حزب مردم‎;
Народная партия) — иранская политическая партия 1957—1975 годов. Выступала в качестве либеральной оппозиции в управляемой двухпартийной системе. В целом поддерживала шаха Мохаммеда Реза Пехлеви и его политику Белой революции. В 1975 году объединилась с правящей партией Иране новин в структуру однопартийной системы Растахиз. Лидеры — Амир Асадалла Алям, Яхья Адль, Нассер Амери.

## Создание
После свержения правительства Мосаддыка в Иране несколько лет действовало военное положение. Шах Мохаммед Реза Пехлеви и его правительства правили с помощью указов. С 1957 года началась политическая либерализация, была допущена контролируемая многопартийность.
По инициативе шаха были созданы консервативная партия Меллиюн (Националисты) и Народная партия — Мардом, объединившая лояльных властям либералов. Возглавил Мардом крупный землевладелец Амир Асадалла Алям, в 1955—1957 годах — министр внутренних дел в правительстве Хосейна Алы.

## Программа и политика
Партия Мардом выступала в поддержку конституционной монархии, в защиту принципа частной собственности как залога экономического развития, за реформу госслужбы, отстаивала светский характер государства. Всё это совпадало с программой правящей Меллиюн. Отличие составляли пункты о полном равноправии женщин и об аграрной реформе с наделением крестьян землёй.
В 1961 году шахский режим начал крупномасштабные социально-экономические реформы, получившие название Белая революция. Властям пришлось преодолевать упорное сопротивление консервативных сил. В этом контексте для режима возросло значение партийной опоры. Была сделана ставка на управляемую двухпартийность. Мардом отводилась роль лояльной оппозиции, выступающей с «корректирующей критикой» правительства, но поддерживающей шаха в принципиальных вопросах. На январском референдуме 1963 года Мардом безоговорочно поддержала реформаторские предложения шаха и призывала отвечать «да».
Оппонентом Мардом после роспуска Меллиюн сделался Прогрессивный центр, а с конца 1963 года — правящая партия Иране новин. Обе партии, как правящая, так и оппозиционная, активно поддерживали Белую революцию шаха Пехлеви. Как Иране новин, так и Мардом, фактически подчинялись шахской администрации, контролировались госаппаратом при участии САВАК. Показательно, что обе партии возглавлялись главами шахских правительств: Амир Асадалла Алям был премьер-министром в 1962—1964 годах; лидеры Иране новин Хасан Али Мансур и Амир Аббас Ховейда — соответственно в 1964—1965 и 1965—1977 годах. Характерным образом Мардом называли «партия „Да, господин“», а Иране новин — «партия „Да, конечно, господин“».
Определённые межпартийные различия в декларациях и риторике, однако, сохранялись. В выступлениях Мардом акцентировались либеральные установки — политические свободы и гражданское равноправие, социально-трудовые гарантии, восьмичасовой рабочий день, крестьянское землевладение и развитие кооперации. Партия вела активную работу с профсоюзными и крестьянскими организациями. Иным, нежели у правящей, был социальный состав оппозиционной партии: в Иране новин однозначно доминировали чиновники и менеджеры госпредприятий, в Мардом заметным влиянием пользовались представители интеллигенции, общественные активисты, частные предприниматели, либеральные помещики.

## Руководство
Генеральные секретари партии Мардом:
- Амир Асадалла Алям (1957–1960), премьер-министр в 1962—1964 годах;
- Яхья Адль (1960–1971);
- Алинаги Кани (1971–1972);
- Яхья Адль (1972–1973);
- Нассер Амери (1973–1975);
- Мохаммад Фазаэли (1975).

## Зигзаги курса
В 1960 году Асадалла Алям оставил пост генерального секретаря Мардом, а с 1964 года отошёл от партийной деятельности. Уход от руководства опытного и влиятельного политика, связанного с шахским двором, подорвал позиции партии. Сменивший Аляма известный врач-хирург Яхья Адль пользовался уважением в стране, но не имел навыков политического руководства.
В 1971—1972 годах генеральным секретарём Мардом являлся доктор Алинаги Кани. Он энергично вёл предвыборные кампании — парламентскую и местную — резко критиковал Иране новин за бюрократический произвол. Это вызвало недовольство Яхьи Адла, являвшегося почётным главой партии и старавшегося конструктивно сотрудничать с правительством Ховейды. В 1972—1973 годахАдл вновь занимал пост генерального секретаря. Он сделал заявление об отказе Мардом от жёсткой конфронтации с Иране новин. Результатом стало фактическое прекращение конкуренции с правящей партией, сокрушительное поражение на местных выборах 1973 года и деморализация партактива. Генсек Адл ответственность за неудачу возложил на «недееспособных» кандидатов.
После выборов генеральным секретарём был избран молодой агроменеджер Нассер Амери, отличавшийся энергией и амбициями. Он снова взял курс жёсткой оппозиционности — не шаху Пехлеви, но партии Иране новин. Амери изменил организационную структуру Мардом: расформировал политбюро и созвал съезд после восьмилетнего перерыва. Делегаты избрали новый центральный комитет. Выступая на съезде, Амери обрушился с критикой на Иране новин за «неспособность проводить в жизнь курс Белой революции». Это выступление вызвало резкую реакцию правительства Ховейды.
Вызовом правительству стал объявленный Амери бойкот дополнительных выборов в нескольких округах. Такое решение подрывало установленный порядок управляемой двухпартийности. Партия Мардом обретала реально оппозиционные черты. Появились слухи о сближении активистов Мардом с подпольными организациями.
Ответом властей стало отстранение Насера Амери от партийного руководства. В конце октября 1974 года ЦК принял соответствующее решение. На посту генерального секретаря Мардом был утверждён вполне лояльный режиму депутат меджлиса Мохаммед Фазаэли. Новый генсек осудил «индивидуалистические амбиции» предшественника, подчеркнув принцип коллективного руководства. Партия вновь взяла примирительный курс в отношении Иране новин. Это вызвало возмущение сторонников Амери — особенно из пропагандистского аппарата, позицию которого выражала редакция партийного органа Освобождение народа.

## Результаты на выборах
Электоральный процесс в шахском Иране полностью контролировался госаппаратом, САВАК и правящими партиями. Победа оппозиции была заведомо исключена. Однако за период своего существования Мардом участвовала в четырёх избирательных кампаниях в меджлис (не считая выборов 1960, аннулированных из-за очевидных фальсификаций):
- выборы 1961 — 36 мандатов из 136;
- выборы 1963 — 16 мандатов из 200;
- выборы 1967 — 31 мандат из 219;
- выборы 1971 — 37 мандатов из 267.

## Переход к однопартийности
К середине 1970-х годов в полной мере обозначились трудности и противоречия Белой революции. На фоне бурного экономического роста (в значительной степени связанного с благоприятной конъюнктурой на мировом нефтерынке) и социальной модернизацией, усиливалась исламистская оппозиция, росло влияние мусульманского духовенства в массовом социальном слое базари. Монарх и его окружение сделали ставку на создание единой партии власти в однопартийной системе (хотя ранее шах отвергал такой путь как «подобный Гитлеру и соцстранам»).
Решение учредить единую партию однопартийной системы вызревало постепенно, но было оглашено шахом 2 марта 1975 года одномоментно, неожиданно даже для Ховейды. Глава государства продемонстрировал свою определяющую политическую роль. Новая структура создавалась слиянием Мардом с Иране новин. Партия получила название Растахиз.
Отсутствие принципиальных политических различий между партиями шахской многопартийности подтвердилось окончательно. В то же время последующая внутренняя борьба в Растахиз показала серьёзность межличностных и межгрупповых противоречий, которые создавали основу противостояния Мардом с Иране новин.

## В массовом восприятии
По словам историка Эрванда Абрамяна, партии Мардом и Иране новин в народе воспринимались как единое целое. Их политика не имела принципиальных различий, представители обеих партий в Национальном консультативном собрании фактически назначались шахом и тайной полицией САВАК.